# Лівійський динар
Ліві́йський дина́р — національна валюта Лівії, яка дорівнює 1000 дирхамам. В обігу банкноти номіналом в 50, 20, 10, 5, 1, 1/2 и 1/4 динара. Монети 500, 250, 100, 50, 20, 10, 5 і 1 дирхам.

## Цікаві факти
У травні 2016 року російський  банк видрукував банкноти номіналами 50 та 100 динарів для ЦБЛ (Бейди). Департамент банківського та валютного контролю в ЦБ Лівії заявив, що нова валюта, випущена для східної частини Лівії, не повинна розглядатися як повноцінні грошові одиниці. Також на офіційному сайті ЦБЛ було заявлено, що при виготовлені банкнот не були дотримані всі банківські процедури (на банкнотах виготовленими в Росії не було підпису голови уряду, на відміну від британських купюр виготовлених у 2015 році на замовлення ЛЦБ) і вважається незаконною, підтвердивши таким чином, що ЦБЛ єдиний законний орган, який має право на друк власних банкнот і монет. В свою чергу паралельний центральний банк Бейди оголосив про запуск нової монети номіналом в 1 динар, яка мала з'явитися в обігу в другій половині листопада 2017 року та бути рівноцінною валютою до паперового динару. Монети були викарбувані в Росії 2 листопада та надіслані на ЦБЛ (Б) в пластикових запаяних мішечках.

## Галерея

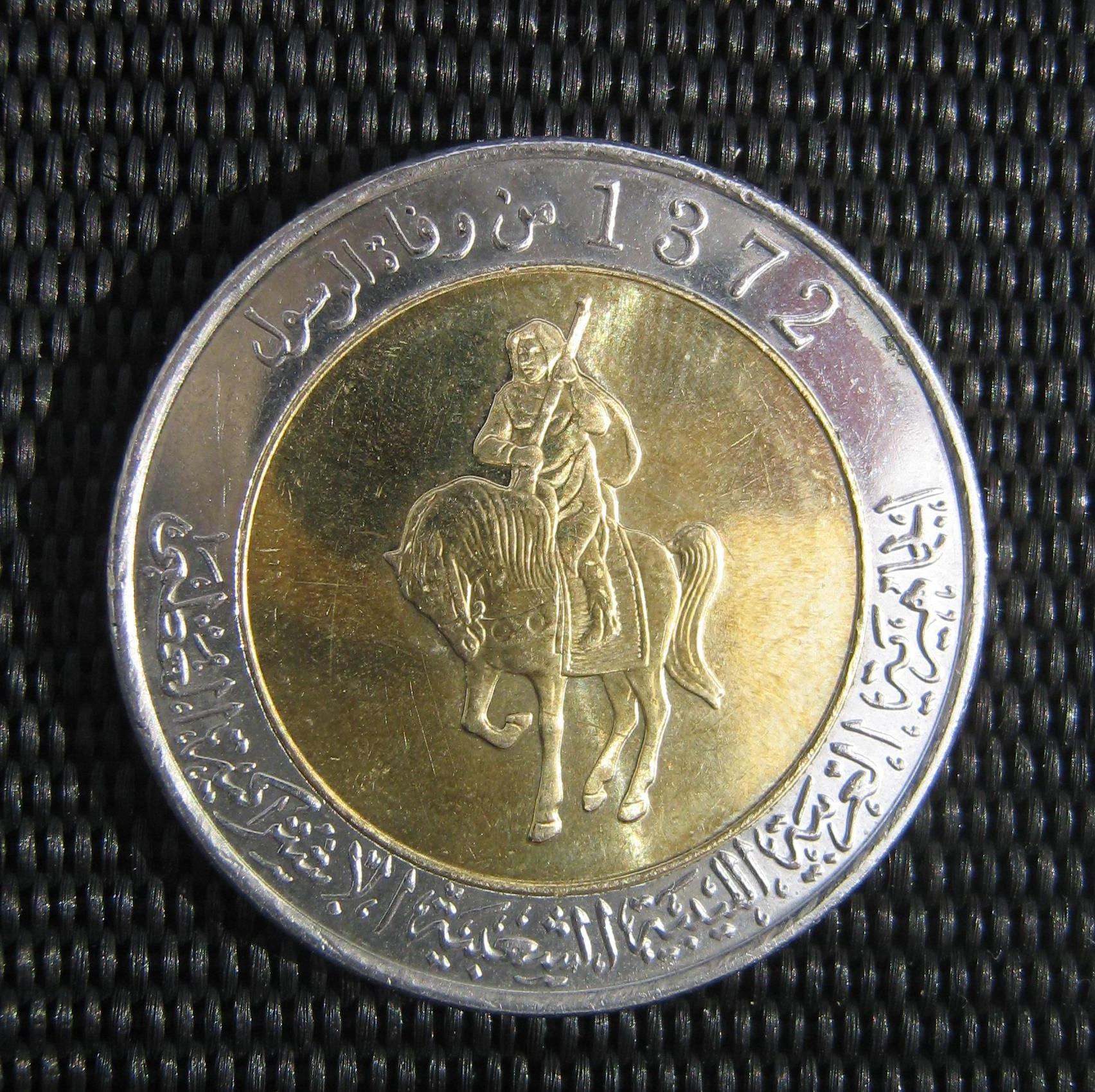
1/2 динара
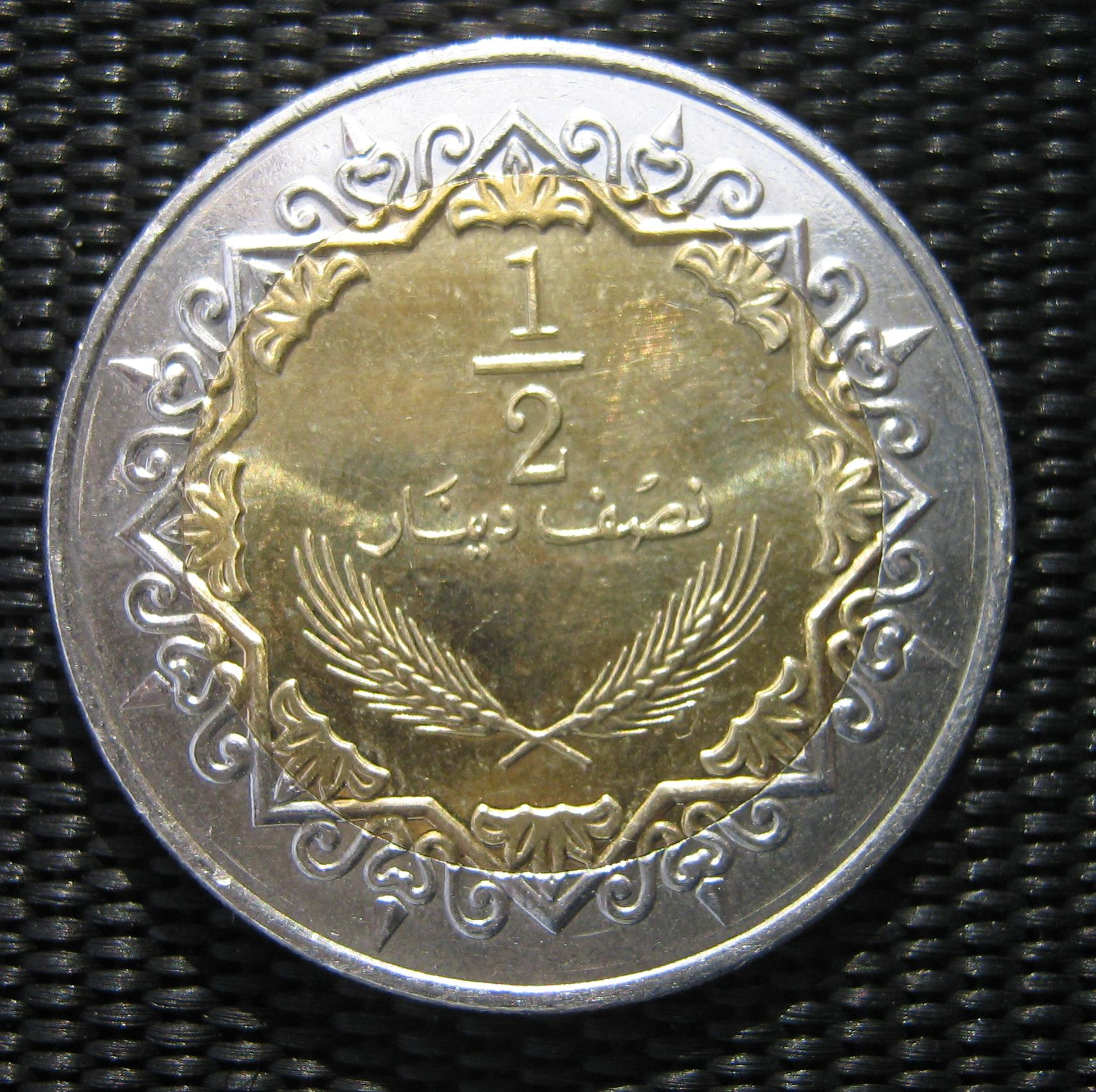
1/2 динара
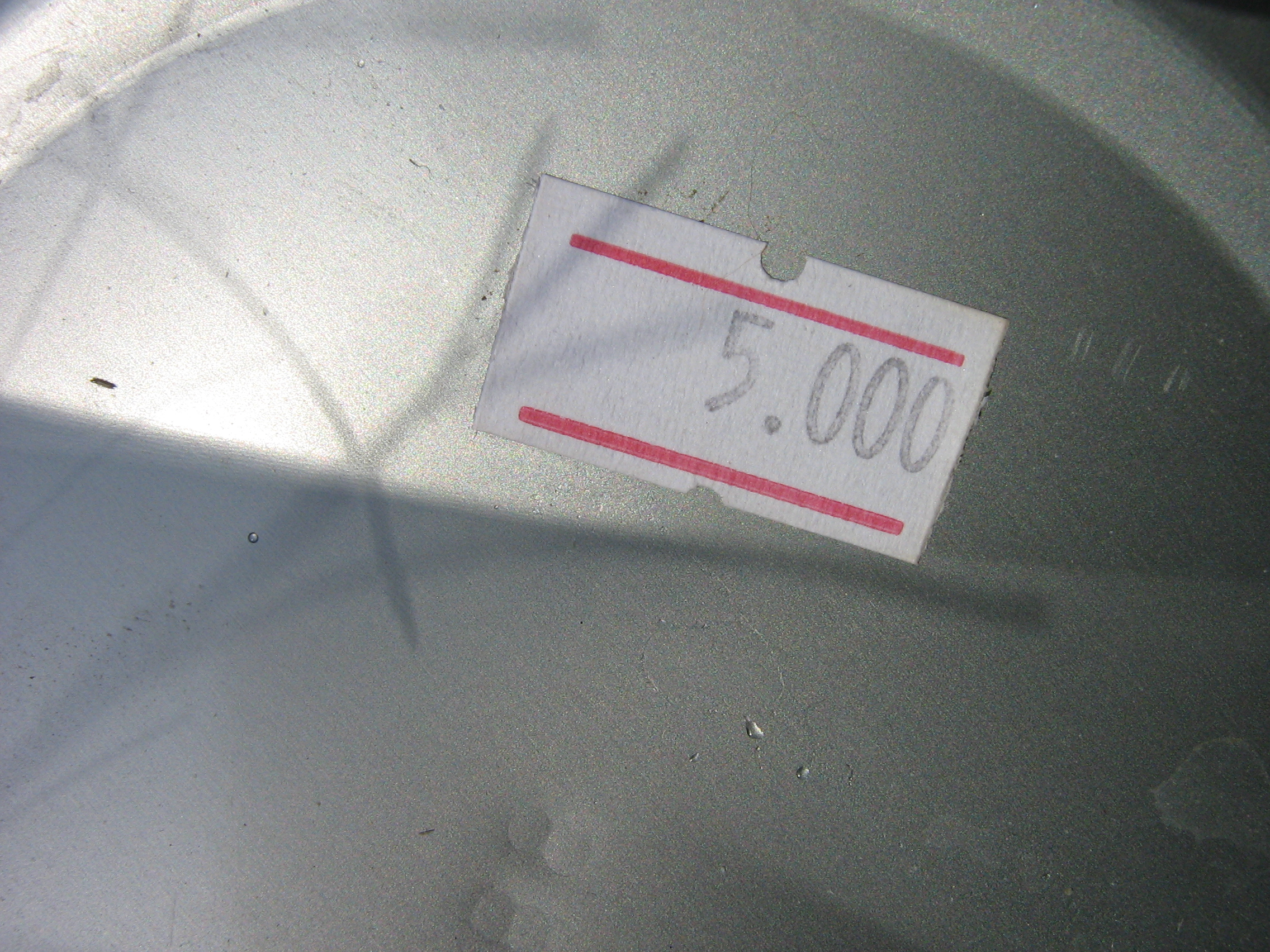
Цінник на банці рибних консервів. Тунець, 1,8 кг
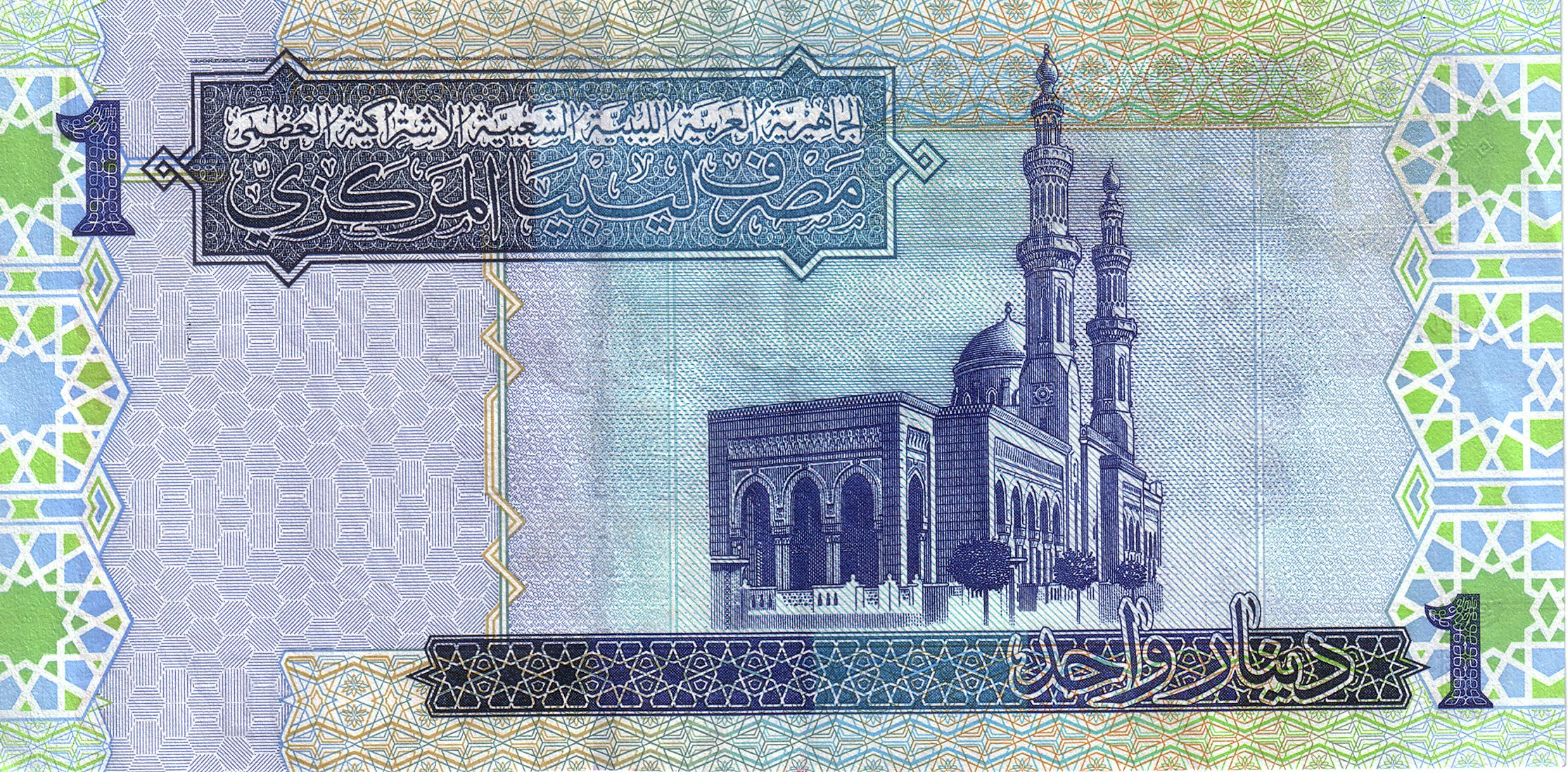
1 динар